# ヤン・ウカシェヴィチ
ヤン・ウカシェヴィチ（ポーランド語: Jan Łukasiewicz、1878年12月21日 - 1956年2月13日）はポーランドの論理学者、哲学者。

## 経歴
出生から修学期
1878年、ポーランドのルヴフ（現ウクライナのリヴィウ）に生まれた。ルヴフ大学に入学し、カジミェシュ・トヴァルドフスキの薫陶を受けた。
哲学者として
1911年にルヴフ大学員外教授に就任。1915年にワルシャワ大学に移り、1920年から1939年まで教授を務めた。1919年、文部大臣に就任。ワルシャワではスタニスワフ・レシニェフスキらとともに、いわゆる「ルヴフ＝ワルシャワ学派」の中心的存在として活躍した。
第二次世界大戦の勃発によりベルギーへの亡命を余儀なくされ、戦後はアイルランドに渡り、ユニバーシティ・カレッジ・ダブリンで教えた。

## 研究内容・業績
アリストテレス論理学に関する研究、多値論理に関する研究等が有名。また、式の記法であるいわゆる「ポーランド記法」は、彼の発案によるものである。
顕彰
1998年に発見された小惑星ウカシェヴィチは、彼の名前に由来する。

## 著書
- ヤン・ウカシェーヴィチ『数理論理学原論　近代ポーランド論理学の原典』高松鶴吉訳、文化書房博文社、1992年4月。ISBN 4-8301-0626-3。
- Łukasiewicz, Jan (1970). Ludwik Borkowski. ed. Selected Works. North-Holland Pub. Co.. ISBN 0720422523. OCLC 115237